# Toby Huss

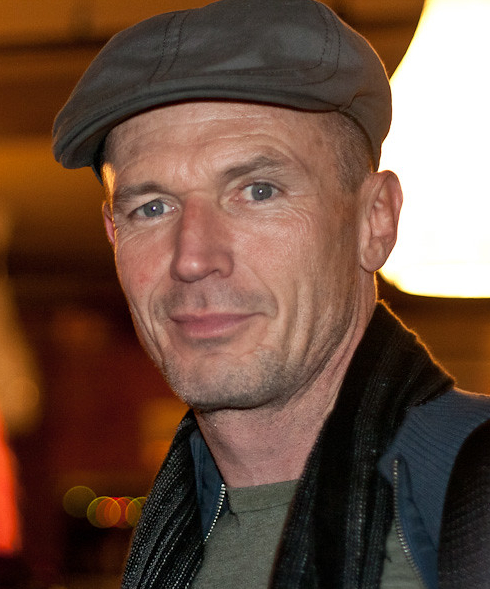
Toby Huss (2012)

Toby Huss (* 9. Dezember 1966 in Marshalltown, Iowa) ist ein US-amerikanischer Schauspieler.

## Leben und Karriere
Toby Huss erlangte größere Bekanntheit zunächst als „Artie, der stärkste Mann in der Welt“ in der surrealistischen Fernsehserie Pete & Pete (The Adventures of Pete & Pete), die erstmals von 1993 bis 1996 auf dem Kinderfernsehsender Nickelodeon ausgestrahlt wurde. Später folgten Auftritte in den Filmen Jim Carroll – In den Straßen von New York, Jerry Maguire – Spiel des Lebens und Teuflisch (Bedazzled), sowie in verschiedenen TV-Serien.
Huss ist auch ein großartiger Frank-Sinatra-Imitator, so u. a. in der MTV-Trickfilmserie I Want My MTV.

## Filmografie
- 1984: The Adventures of Roo (Kurzfilm)
- 1989: Zadar! Cow from Hell
- 1990: Hey Dude (Fernsehserie, 2 Episoden)
- 1991: The Adventures of Pete & Pete: Revenge of the Petes (Kurzfilm)
- 1991: The Adventures of Pete & Pete: Halloween (Kurzfilm)
- 1992–1994: Pete & Pete (The Adventures of Pete & Pete, Fernsehserie, 12 Episoden)
- 1994: Hand Gun
- 1994: The Artie Workout (Kurzfilm)
- 1995: Jim Carroll – In den Straßen von New York (The Basketball Diaries)
- 1995: The Salesman and Other Adventures (Kurzfilm)
- 1995: Artie, the Strongest Man… in the World (Kurzfilm)
- 1995–1999: NewsRadio (Fernsehserie, 3 Episoden)
- 1996: Heiße Wetten in Manhattan (Dogs: The Rise and Fall of an All-Girl Bookie Joint)
- 1996: Mission: Rohr frei! (Down Periscope)
- 1996: Hilfe, ich komm’ in den Himmel (Dear God)
- 1996: Jerry Maguire – Spiel des Lebens (Jerry Maguire)
- 1996: Beavis und Butt-Head machen’s in Amerika (Beavis and Butt-head Do America, Stimme)
- 1996: I Want My MTV
- 1997: Die schrillen Vier in Las Vegas (Vegas Vacation)
- 1997: Verdammt, ich will Dich (Still Breathing)
- 1997: Sheryl Crow: A Change Would Do You Good, Version 2 (Kurzfilm)
- 1997: Seinfeld (Fernsehserie, Episode 9x05 Der Lieferwagen)
- 1997–2010: King of the Hill (Fernsehserie, 160 Episoden, Stimme)
- 1998: The Army Show (Fernsehserie, 13 Episoden)
- 1998: Shock Television
- 1999: Mod Squad – Cops auf Zeit (The Mod Squad)
- 1999: The Wetonkawa Flash
- 1999: Hercules (Fernsehserie, Episode 1x45, Stimme)
- 1999: Clubland
- 1999: The Duplex (Fernsehfilm)
- 1999: Curbside (Kurzfilm, Stimme)
- 2000: Teuflisch (Bedazzled)
- 2000: A Good Baby (Stimme)
- 2000–2002: Nikki (Fernsehserie, 41 Episoden)
- 2001: Die Biber Brüder (The Angry Beavers, Fernsehserie, Episode 4x13, Stimme)
- 2001: Human Nature – Die Krone der Schöpfung (Human Nature)
- 2001: Beyond the City Limits
- 2002: Die Country Bears – Hier tobt der Bär (The Country Bears, Stimme)
- 2002: Der kleine Meisterregisseur (Home Movies, Fernsehserie, Episode 3x01, Stimme)
- 2002–2003: One on One (Fernsehserie, 5 Episoden)
- 2003: Making ‘Carnivàle’: The Show Behind the Show (Kurzfilm)
- 2003: Windy City Heat (Fernsehfilm)
- 2003: Kid Notorious (Fernsehserie, Episode 1x01, Sprechrolle)
- 2003–2005: Carnivàle (Fernsehserie, 23 Episoden)
- 2003–2009, 2020: Reno 911! (Fernsehserie)
- 2004: Pilot Season (Miniserie)
- 2004–2006: Harvey Birdman, Attorney at Law (Fernsehserie, 4 Episoden, Stimme)
- 2005: Das Büro (The Office, Fernsehserie, Episode 1x01 Alltäglicher Wahnsinn, Stimme)
- 2006: Rescue Dawn
- 2006: Help Me Help You (Fernsehserie, 2 Episoden)
- 2006: Three Strikes (Fernsehfilm)
- 2007: Reno 911!: Miami
- 2007: Balls of Fury
- 2007: Lass es, Larry! (Curb Your Enthusiasm, Fernsehserie, Episode 6x05)
- 2007: Have Dreams, Will Travel
- 2008: 30 Rock (Fernsehserie, Episode 2x10 Man spricht deutsch, Stimme)
- 2008: The Riches (Fernsehserie, 2 Episoden)
- 2008–2018: The Venture Bros. (Fernsehserie, 7 Episoden, Stimme)
- 2009: World’s Greatest Dad
- 2009: In the Motherhood (Fernsehserie, Episode 1x03)
- 2009: Cryptic
- 2009: Bollywood Hero (Fernsehserie, Episode 1x01)
- 2009: The Goode Family (Fernsehserie, 2 Episoden, Stimme)
- 2009: Hung – Um Längen besser (Hung, Fernsehserie, Episode 1x08)
- 2009: Satisfaction (Kurzfilm)
- 2010: Criminal Minds (Fernsehserie, Episode 5x16 Hoffen und Bangen)
- 2010: Reine Fellsache (Furry Vengeance)
- 2010: True Jackson (Fernsehserie, Episode 2x17)
- 2010: Alpha und Omega (Alpha and Omega, Stimme)
- 2010, 2016: Childrens’ Hospital (Fernsehserie, 2 Episoden)
- 2011: Bob’s Burgers (Fernsehserie, Episode 1x05 Hamburger Dinner Theater, Stimme)
- 2011: Shameless (Fernsehserie, Episode 1x12)
- 2011: Mr. Sunshine (Fernsehserie, Episode 1x09)
- 2011: Adventure Time – Abenteuerzeit mit Finn und Jake (Adventure Time, Webserie, Episode 2x26, Stimme)
- 2011: Cowboys & Aliens
- 2011: The Turning Machine: The Cleaner (Kurzfilm)
- 2011: God Bless America
- 2011: The Turning Machine: Warning (Kurzfilm)
- 2011: The Cleveland Show (Fernsehserie, Episode 3x01 Beste Freunde, Stimme)
- 2011: The League (Fernsehserie, Episode 3x09)
- 2011: Beavis and Butt-Head (Fernsehserie, 4 Episoden, Stimme)
- 2011: Rip City (Fernsehfilm)
- 2011–2012: Kung Fu Panda (Kung Fu Panda: Legends of Awesomeness, Fernsehserie, 2 Episoden, Stimme)
- 2012: Open House (Kurzfilm)
- 2012: Tosh.0 (Fernsehserie, Episode 4x17)
- 2012: CSI: Vegas (CSI: Crime Scene Investigation, Fernsehserie, Episode 13x04 Am Ende bleibt nur Sinatra)
- 2012: The New Normal (Fernsehserie, Episode 1x09)
- 2013: Anger Management (Fernsehserie, Episode 2x03 Charlie und die Ex)
- 2013: The Adventures of Pete & Pete 20th Anniversary Reunion (Kurzfilm)
- 2013: Newsreaders (Fernsehserie, Episode 1x06)
- 2013: Bad Milo!
- 2013: 42 – Die wahre Geschichte einer Sportlegende (42)
- 2013: HairBrained
- 2013: R.I.P.D. (Stimme)
- 2013: NTSF:SD:SUV:: (Fernsehserie, Episode 3x03)
- 2013: Genug gesagt (Enough Said)
- 2013: Brickleberry (Fernsehserie, Episode 2x04, Stimme)
- 2013: The Arrangement (Fernsehfilm)
- 2013: Key & Peele (Key and Peele, Fernsehserie, Episode 3x13)
- 2013–2015: Sanjay & Craig (Sanjay and Craig, Fernsehserie, 7 Episoden, Stimme)
- 2014: The Occupants
- 2014: The Spoils of Babylon (Fernsehserie, 2 Episoden)
- 2014: Garfunkel and Oates (Fernsehserie, Episode 1x04)
- 2014: A to Z (Fernsehserie, Episode 1x04)
- 2014–2017: Halt and Catch Fire (Fernsehserie, 38 Episoden)
- 2015: Mom (Fernsehserie, Episode 2x13 Ein neuer Alvin)
- 2015: The Invitation
- 2015: Sin City Saints (Fernsehserie, 8 Episoden)
- 2015: Little Boy
- 2015: Equals – Euch gehört die Zukunft (Equals)
- 2015: Martyrs
- 2015: Dr. Ken (Fernsehserie, Episode 1x05)
- 2016: Black-ish (Fernsehserie, Episode 2x14 Schwimmen oder untergehen)
- 2016: In a Valley of Violence
- 2016: Havenhurst – Evil Lives Here (Havenhurst)
- 2016: Der lange Weg (All the Way, Fernsehfilm)
- 2016: Ghostbusters
- 2016: Heaven’s Floor
- 2016–2017: Outcast (Fernsehserie, 7 Episoden)
- 2017: Girlfriend’s Day
- 2017: Buster’s Mal Heart
- 2017: Feud – Die Feindschaft zwischen Bette und Joan (Feud, Fernsehserie, 2 Episoden)
- 2017: Colony (Fernsehserie, 7 Episoden)
- 2017: Take Me
- 2017: Brockmire (Fernsehserie, 5 Episoden)
- 2017: Veep – Die Vizepräsidentin (Veep, Fernsehserie, 2 Episoden)
- 2017: Brooklyn Nine-Nine (Fernsehserie, 2 Episoden)
- 2017: Woman Child (Kurzfilm)
- 2017: Tarantula (Fernsehserie, 4 Episoden, Stimme)
- 2017: Big Bear
- 2018: Misfits & Monsters (Bobcat Goldthwait’s Misfits & Monsters, Fernsehserie, Episode 1x06)
- 2018: Der Spitzenkandidat (The Front Runner)
- 2018: Destroyer
- 2018: Halloween
- 2018: Sacred Lies (Fernsehserie, 9 Episoden)
- 2018: Harvey Birdman: Attorney General (Kurzfilm, Stimme)
- 2018: City of Lies (LAbyrinth)
- 2019: Die Abenteuer des Captain Underpants (The Epic Tales of Captain Underpants, Webserie, Episode 2x10, Stimme)
- 2019: Sword of Trust
- 2019: GLOW (Fernsehserie, 4 Episoden)
- 2019: The Righteous Gemstones (Fernsehserie, 3 Episoden)
- 2019–2021: Dickinson (Fernsehserie)
- 2020: Horse Girl
- 2020: Brews Brothers (Fernsehserie)
- 2020: Tod im Strandhaus (The Rental)
- 2021: Copshop
- 2021: Tanz zum Ruhm (Birds of Paradise)
- 2022: Beavis and Butt-Head Do the Universe (Stimme)
- 2022: Blond (Blonde)
- 2022: Weird: Die Al Yankovic Story (Weird: The Al Yankovic Story)
- 2023: Americana
- 2023: Fast Charlie
- 2023–2025: Bookie (Fernsehserie, 7 Episoden)
- 2025: Weapons – Die Stunde des Verschwindens (Weapons)